# Rüdiger Dierstein
Rüdiger Dierstein (* 15. April 1930; † 26. November 2010 in Herrsching) war ein deutscher Mathematiker und Informatiker.

## Leben
Rüdiger Dierstein widmete sich als Leiter des Rechenzentrums des DLR beruflich anfangs der mathematischen Modellierung physikalisch-technischer Prozesse. Schon früh setzte er sich intensiv mit der Informationstechnologie und deren Risiken auseinander. Als einer der ersten erkannte er die Gefahren und warnte vor Schadsoftware. Als Hochschullehrer engagierte er sich intensiv für die Integration dieser Themen in die wissenschaftlichen Studiengänge. Er formulierte früh die Grundsätze für Datenschutz und IT-Sicherheit und wirkte beim Aufbau qualifizierter Weiterbildung zu diesem Thema mit. Als akademischer Lehrer war er an der TU-München, der Ulmer Akademie für Datenschutz und IT-Sicherheit und bei der Carl-Cranz-Gesellschaft tätig.
Dierstein war auch sehr an Musik interessiert. Während seiner Studienzeit in Stuttgart dirigierte er zeitweise den Chor der Evangelischen Studentengemeinde.

## Wirken
Diersteins Verdienst ist die Erweiterung des technischen Blickwinkels der IT-Verlässlichkeit auf die sozialen Wirkungen mit der Forderung der Beherrschbarkeit der IT. So engagierte er sich besonders am Schnittpunkt von Wissenschaft/Technik und Gesellschaft, als Lehrer, Vortragender, aber auch mit Initiativen im öffentlichen Diskurs: Er war Gründungsmitglied der Gesellschaft für Datenschutz und Datensicherheit (GDD). Als Leiter des Präsidiumsarbeitskreises Datenschutz und IT-Sicherheit der GI schärfte er deren gesellschaftspolitisches Profil in der Öffentlichkeit.

## Auszeichnungen
- GI-Fellow 2004